# Stefano Saccotelli
Stefano Saccotelli (Torino, 27 agosto 1963) è un attore italiano.

## Biografia
Nato a Torino, esordisce come professionista nel 1996 nello spettacolo teatrale Il trionfo della medicina (liberamente tratto da Knock di Jules Romains) per la regia di Franco G. Ferrero. Nel 2006 al cinema è don Sandro in Lettere dal Sahara di Vittorio De Seta, e due anni dopo appare ne I demoni di San Pietroburgo per la regia di Giuliano Montaldo, con cui lavora anche nel 2012 ne L'industriale. Nel 2008 è protagonista maschile di Resta per la regia di Anna Bucchetti, cortometraggio premiato come "Best Foreign Language Drama" al "San Francisco Women's Film Festival 2009". Partecipa anche a L'ultimo crodino di Umberto Spinazzola (2009) e La doppia ora di Giuseppe Capotondi (2009). I suoi crediti includono tra gli altri: Cuori (2021, Rai Uno, regia di Riccardo Donna), Masantonio - Sezione scomparsi (2021, Canale+/Canale 5, regia di Fabio Mollo), La strada di casa 2 (2019, Rai Uno, regia di Riccardo Donna), La legge di Lidia Poët (2023, Netflix, regia di Matteo Rovere e Letizia Lamartire), I delitti del BarLume (2025, Sky/TV8, regia di Roan Johnson), la serie TV in francese Le vol d'Anouk di cui è protagonista (2019, Rai Vd'A, regia di Michele Peyretti, Cédric), la fiction TV cinese Hao Xian Sheng per la regia di Zhang Xiaobo (2016), il film Toy Gun per la regia di Marco Serafini (2017), i cortometraggi Il tempo che insegna di Giacomo De Bello (2020, Best Italian Film/Drama RFF/FFA) e Io e Ascanio di Enzo Dino (2017, premio AIOM Oncologia e Cinema - Roma). Stefano è in teatro coi musical A Christmas Carol - Il musical (2017/2026) e Pinocchio - Il musical (2025/2026) messi in scena da Melina Pellicano.

## Filmografia

### Cinema
- Niet no nein, regia di Alessandro Stevanon (2003)
- La tempêta, regia di Marcello Vai (2006)
- Lettere dal Sahara, regia di Vittorio De Seta (2006)
- I demoni di San Pietroburgo, regia di Giuliano Montaldo (2008)
- Resta, regia di Anna Bucchetti (2008)
- L'ultimo crodino, regia di Umberto Spinazzola (2009)
- La doppia ora, regia di Giuseppe Capotondi (2009)
- Alla rovescia, regia di Junior Lucano (2009)
- Agli uomini piace uccidere, regia di Pierfrancesco Laghi (2009)
- Il gioiellino, regia di Andrea Molaioli (2011)
- L'industriale, regia di Giuliano Montaldo (2012)
- Toy Gun, regia di Marco Serafini (2017)
- Io e Ascanio, regia di Enzo Dino (2017)
- L'Aurora, regia di Lorenzo Cassol (2020)
- Il tempo che insegna, regia di Giacomo De Bello (2020)
- L'incontro privato, regia di Alberto Segre (2021)
- Zamora, regia di Neri Marcorè (2024)
- Malanova, regia di Roberto Cuzzillo (2024)
- Al di là del tunnel, regia di Fabrizio Rizzolo (2025)
- Cena di classe, regia di Francesco Mandelli (2026)
- Cherrywood, regia di Sebastiano Pigazzi (2026)

### Televisione
- Camera Café, regia di Christophe Sanchez – sitcom, episodio 3x243 (2006)
- Lo smemorato di Collegno, regia di Maurizio Zaccaro – miniserie TV (2009)
- Enrico Mattei - L'uomo che guardava al futuro, regia di Giorgio Capitani – miniserie TV (2009)
- Il mostro di Firenze, regia di Antonello Grimaldi – miniserie TV (2009)
- Fuoriclasse – serie TV (2011)
- Walter Chiari - Fino all'ultima risata, regia di Enzo Monteleone – miniserie TV (2012)
- La farfalla granata, regia di Paolo Poeti (2013)
- I segreti di Borgo Larici, regia di Alessandro Capone – miniserie TV (2014)
- Purché finisca bene, regia di Fabrizio Costa – film TV (2014; 2019)
- Questo nostro amore – serie TV (2014)
- La bella e la bestia, regia di  Fabrizio Costa – miniserie TV (2014)
- Alex & Co., regia di Claudio Norza – sitcom (2015)
- Hao Xian Sheng (To Be a Better Man), regia di Zhang Xiaobo – Zhejiang TV, Jiangsu TV, LeTV (2016)
- Rocco Schiavone – serie TV, episodio 1x03 (2016)
- Non uccidere – serie TV, episodio 2x11 (2017)
- Provaci ancora prof! – serie TV (2017)
- Sacrificio d'amore – serie TV (2017-2018)
- Le vol d'Anouk, regia di Michele Peyretti (2019)
- La strada di casa 2 – serie TV (2019)
- Masantonio - Sezione scomparsi, regia di Fabio Mollo e Enrico Rosati – miniserie TV 1x04 (2021)
- Cuori – serie TV, episodi 1x01-1x05 (2021)
- La legge di Lidia Poët – serie TV, episodio 1x05 (2023)
- Il clandestino (serie televisiva) (Il cingalese), regia di Rolando Ravello (2024)
- Fuochi d'artificio – serie TV (2025)
- I delitti del BarLume (Non è un Paese per bimbi), stagione 12, regia di Roan Johnson (2025)
- Estranei, regia di Cosimo Alemà (2025)
- Sur la bonne voix, regia di Anouar El Alami e Hös Copperfield (2025)

## Teatro
- Maria Urtica, un'infanzia nel '45 di Maricla Boggio, regia di Elisabetta De Palo (2005)
- Occhio folle occhio lucido di Pier Giuseppe Corrado (2006)
- La bisbetica domata di William Shakespeare, regia di Franco Urban (2006)
- Il giardino dei ciliegi di Anton Čechov, regia di Claudio Zanotto Contino (2006)
- L'uomo dal fiore in bocca di Luigi Pirandello, regia di Aldo Zampieri (2009)
- L'asina deve partorire ma... di Antonio Tarantino, regia di Claudio Zanotto Contino (2010)
- Diversamente...altri di Luca G. Gabriele e Stefano Saccotelli, regia di Claudio Zanotto Contino (2012)
- Sogno di una notte di mezza estate di William Shakespeare, regia di Marina Bergesio (2016)
- A Christmas Carol (liberamente ispirato a Canto di Natale di Charles Dickens), regia di Melina Pellicano (2017-2026)
- Pinocchio (liberamente ispirato a Pinocchio di Carlo Collodi), regia di Melina Pellicano (2025-2026)